# Ilha de Vera Cruz

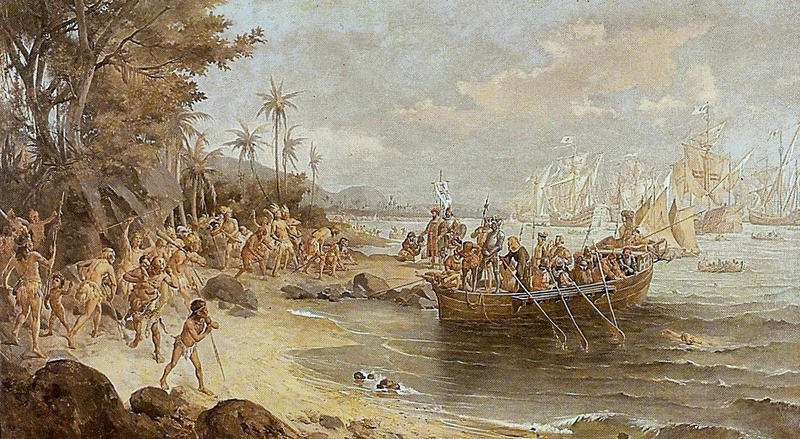
Rappresentazione del primo sbarco di Pedro Álvares Cabral nel 1500.

Ilha de Vera Cruz (pronuncia portoghese: [ˈIʎɐ ðɨ ˈvɛɾɐ ˈkɾuʃ] , [ˈIʎɐ d (ʒ) i ˈvɛɾɐ ˈkɾu (j) s]) (Isola della Vera Croce) fu il primo nome dato dai navigatori portoghesi alla terra appena scoperta sulla costa nord-orientale di quello che in seguito divenne noto come Brasile. Il nome fu successivamente cambiato in Terra de Santa Cruz (Terra della Santa Croce).
Quando gli scopritori, guidati da Pedro Álvares Cabral, toccarono ufficialmente la terra del Sud America, il 22 aprile 1500, pensarono di aver trovato un'isola, come si evince dal nome scelto. Presero possesso per conto del Regno del Portogallo, di quella che si credeva fosse un'isola di importanza strategica tra il Portogallo e le Molucche e altre isole delle Indie orientali. Questa scoperta segnò l'inizio della colonizzazione portoghese in Sud America. Il nome fu cambiato in Terra de Santa Cruz quando ci si rese conto che non si trattava di un'isola, ma di fatto di un continente.
Nel 1534, le colonie di Terra de Santa Cruz divennero Capitanerie del Brasile, concessioni di terre ai capitani generali portoghesi da parte del re Giovanni III del Portogallo.